# Filu 'e ferru
Il filu 'e ferru o filu ferru (nome esteso in sardo: filu de ferru) chiamata in italiano  "acquavite di Sardegna" è un'acquavite sarda il cui nome, tradotto letteralmente, significa "filo di ferro". In alcune zone della Sardegna viene detta anche abbardente (o acuardenti e eba asthenti) che significa "acqua che arde", "che prende fuoco", "molto forte".

## Origine del nome
Il nome risale a qualche secolo fa e deriva dal metodo utilizzato per nascondere gli alambicchi quando l'acquavite veniva prodotta clandestinamente. I contenitori con il distillato e gli alambicchi venivano nascosti sottoterra e, per poterne individuare la posizione esatta in momenti successivi, venivano legati con uno o più fili di ferro con un capo che sporgeva dal terreno.

## Produzione
Per la produzione vengono distillate vinacce sarde sceltissime (di alta qualità sono le acquaviti ottenute dalla distillazione delle vinacce di Vernaccia) che danno un prodotto con gradazione alcolica che spesso supera i 70 gradi.
In Ogliastra, a livello familiare, artigianale, si produce anche un filu 'e ferru con aggiunta di caglio di agnello o capretto locali, che con la sua acidità dona al distillato aroma e gusto particolarmente acre e caratteristico e, alla vista, una certa velatura. 
Questa varietà viene prodotta e consumata soprattutto dai pastori e i loro garzoni di pascolo in particolari occasioni di festa.